# Cal Bruton
Calvin Thomas Bruton, detto Cal (New York, 29 settembre 1954), è un cestista e allenatore di pallacanestro statunitense naturalizzato australiano.
È il padre di C.J. Bruton.